# Tymczasowy Komitet Polityczny Ziemi Kowieńskiej

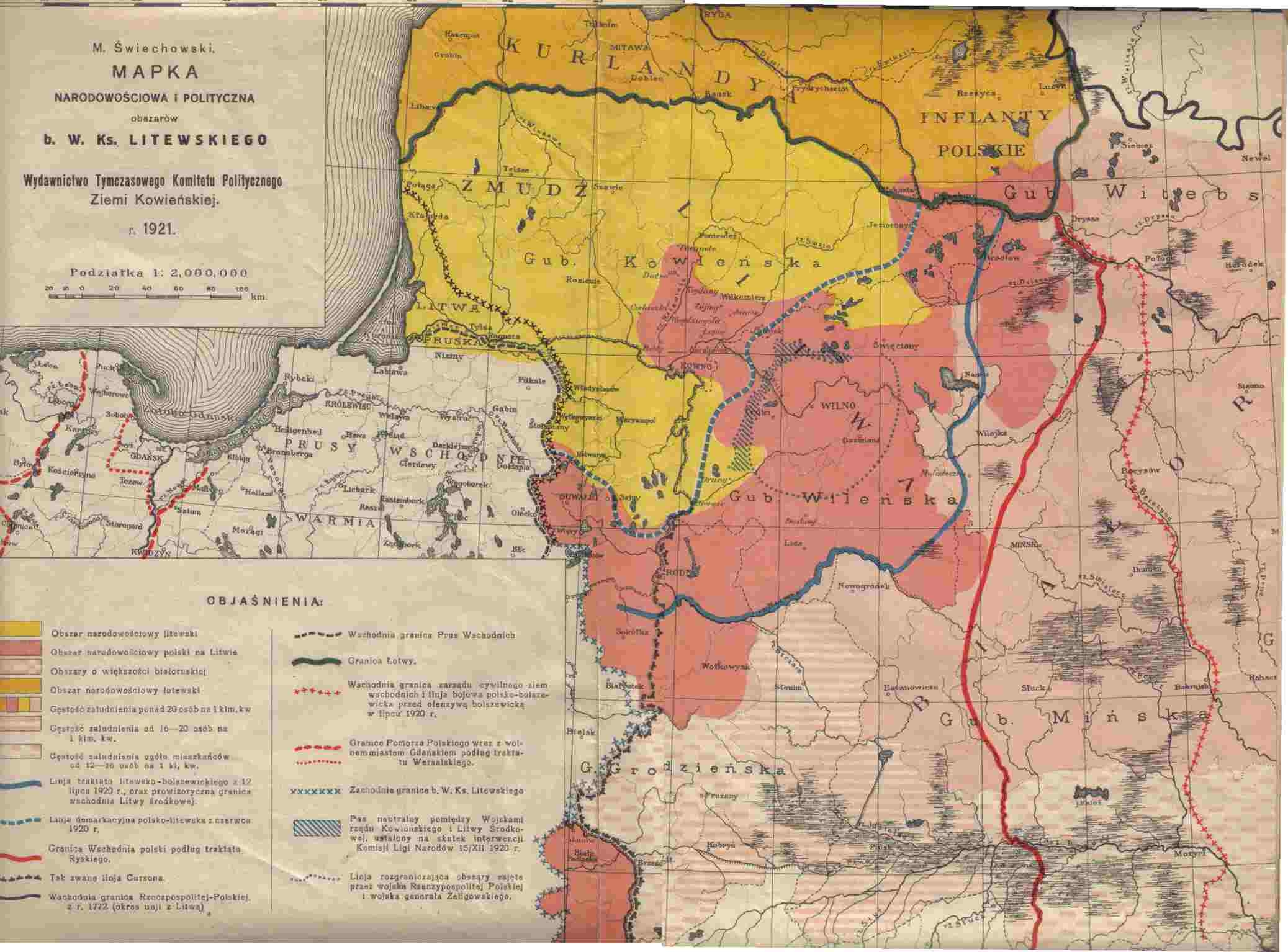
Mapa narodowościowa i polityczna zachodniej części b. WKL z 1921 r. wydana przez TKZK. Czerwony oznacza zwarty obszar zamieszkany w przewadze przez ludnością polską, a żółty litewskojęzyczną

Tymczasowy Komitet Polityczny Ziemi Kowieńskiej – działający w Wilnie na początku lat 20. XX w. komitet skupiając zarówno federalistów, jak i inkorporacjonistów. Zakładał on dążenie do unii Litwy historycznej z odrodzoną Rzecząpospolitą Polską poprzez opanowanie zbrojne całej Kowieńszczyzny. Komitet miał stać się rządem Litwy Kowieńskiej. Rozwiązaniu zakładanemu przez Komitet sprzyjała także faktyczna kontrola  przez propolskich Francuzów okręgu Kłajpedy, wydzielonego z Prus Wschodnich z inicjatywy polskiej dyplomacji.
TKPZK skupiał głównie uchodźców polskich z Litwy Kowieńskiej. Stanowiąc najbardziej dynamiczną grupę polityczną na terenie Wilna, wywierał silny wpływ na gen. Żeligowskiego, m.in. przedstawiając plan rozwiązania sporu z Litwą poprzez ofensywę na Kowno. Poza działalnością polityczną prowadzili również działalność wydawniczą popularyzującą cele komitetu (zob. Mapka narodowościowa i polityczna obszarów b. Wielkiego Księstwa Litewskiego z 1921 r., Mariana Świechowskiego). W 1919 r. Marian Świechowski złożył na ręce Naczelnika Państwa memoriał zatytułowany O niezwłoczną interwencję wojsk na Litwie etnograficznej, w którym przekonywał, że strona polska powinna wystąpić dopóki litewski lud nie jest całkowicie obałamucony przez rządy Taryby. Należeli do komitetu lub z nim współpracowali m.in. Marian Świechowski, pułkownik Mścisław Butkiewicz, pod którego dowództwem zagon brygady kawalerii dotarł aż pod Kiejdany, Władysław Wielhorski oraz Leon Wasilewski.